# Badara Sène
Badara Sène (1945. március 5. – 2020. június 22.) szenegáli nemzetközi labdarúgó-játékvezető.

## Pályafutása

### Nemzeti játékvezetés
Ellenőreinek, sportvezetőinek javaslatára lett az I. Liga játékvezetője. Az aktív nemzeti játékvezetéstől 1992-ben búcsúzott el.

### Nemzetközi játékvezetés
A Szenegáli labdarúgó-szövetség Játékvezető Bizottsága (JB) terjesztette fel nemzetközi játékvezetőnek, a Nemzetközi Labdarúgó-szövetség (FIFA) 1984-től tartotta nyilván bírói keretében. Több nemzetek közötti válogatott és klubmérkőzést vezetett, vagy működő társának partbíróként segített. Az aktív nemzetközi játékvezetéstől 1992-ben búcsúzott.

#### Világbajnokság
Szaúd-Arábia rendezte a 7., az 1989-es ifjúsági labdarúgó-világbajnokságot, ahol a FIFA JB hivatalnoki szolgálattal bízta meg.
| Időpont           | Helyszín               | Mérkőzés típusa           | Mérkőzés          | Eredmény | Nézők száma |
| ----------------- | ---------------------- | ------------------------- | ----------------- | -------- | ----------- |
| 1989. február 22. | Városi Stadion, Dammam | előselejtező (B. csoport) | Costa Rica–Szíria | 1 – 3    | 6000        |

A világbajnoki döntőhöz vezető úton Mexikóba a XIII., az 1986-os labdarúgó-világbajnokságra, Olaszországba a XIV., az 1990-es labdarúgó-világbajnokságra, valamint Amerikába a XV., az 1994-es labdarúgó-világbajnokságra a FIFA JB bíróként alkalmazta. 1994-től a vezető játékvezetőnek már nem kell partbírói feladatot ellátnia.

##### 1986-os labdarúgó-világbajnokság
| Időpont          | Helyszín                       | Mérkőzés típusa            | Mérkőzés             | Eredmény |
| ---------------- | ------------------------------ | -------------------------- | -------------------- | -------- |
| 1984. július 15. | Központi Stadion, Rabat        | első kör (2. mérkőzés)     | Marokkó–Sierra Leone | 4 – 0    |
| 1985. július 28. | Mohamed V. Stadion, Casablanca | harmadik kör (2. mérkőzés) | Marokkó–Egyiptom     | 2 – 0    |

##### 1990-es labdarúgó-világbajnokság
| Időpont             | Helyszín                        | Mérkőzés típusa          | Mérkőzés                 | Eredmény | Nézők száma |
| ------------------- | ------------------------------- | ------------------------ | ------------------------ | -------- | ----------- |
| 1989. augusztus 25. | 1956. május 19. Stadion, Annaba | második kör (A. csoport) | Algéria–Elefántcsontpart | 1 – 0    |             |
| 1989. november 19.  | El Menzah Stadion, Tunisz       | döntő kör (2. mérkőzés)  | Tunézia–Kamerun          | 0 – 1    | 45 000      |

##### 1994-es labdarúgó-világbajnokság
| Időpont            | Helyszín              | Mérkőzés típusa       | Mérkőzés      | Eredmény |
| ------------------ | --------------------- | --------------------- | ------------- | -------- |
| 1992. december 20. | Városi Stadion, Accra | első kör (A. csoport) | Ghána–Algéria | 2 – 0    |

#### Afrika Kupa
Marokkó a 16., az 1988-as afrikai nemzetek kupája, Algéria a 17., az 1990-es afrikai nemzetek kupája, valamint Szenegál rendezte a 18., az 1992-es afrikai nemzetek kupája labdarúgó tornát, ahol a CAF JB mérkőzés koordinátorként foglalkoztatta.

##### 1988-as afrikai nemzetek kupája
| Időpont           | Helyszín                       | Mérkőzés típusa        | Mérkőzés        | Eredmény | Nézők száma |
| ----------------- | ------------------------------ | ---------------------- | --------------- | -------- | ----------- |
| 1988. március 14. | Moulay Abdellah Stadion, Rabat | selejtező (B. csoport) | Nigéria–Kenya   | 3 – 0    | 4000        |
| 1988. március 23. | Moulay Abdellah Stadion, Rabat | egyik elődöntő         | Nigéria–Algéria | 1 – 1    | 58 000      |

##### 1990-es afrikai nemzetek kupája
| Időpont           | Helyszín                         | Mérkőzés típusa      | Mérkőzés         | Eredmény | Nézők száma |
| ----------------- | -------------------------------- | -------------------- | ---------------- | -------- | ----------- |
| 1989. július 16.  | Moulay Abdellah Stadion, Rabat   | 2. kör (1. mérkőzés) | Nigéria–Zimbabwe | 3 – 0    |             |
| 1990. március 12. | 1956. május 19-e Stadion, Annaba | egyik elődöntő       | Nigéria–Zambia   | 2 – 0    | 12 000      |

##### 1992-es afrikai nemzetek kupája
| Időpont          | Helyszín                               | Mérkőzés típusa        | Mérkőzés               | Eredmény | Nézők száma |
| ---------------- | -------------------------------------- | ---------------------- | ---------------------- | -------- | ----------- |
| 1992. január 13. | Aline Sitoe Diatta Stadion, Ziguinchor | selejtező (7D csoport) | Zambia–Egyiptom        | 1 – 1    | 38 000      |
| 1992. január 26. | Leopold Senghor Stadion, Dakar         | döntő                  | Elefántcsontpart–Ghána | 0 – 0    | 47 500      |

#### Ázsia Kupa
Japán rendezte a 10., az 1992-es Ázsia-kupa labdarúgó tornának, ahol a AFC JB vendég bíróként alkalmazta.
| Időpont           | Helyszín                           | Mérkőzés típusa        | Mérkőzés   | Eredmény | Nézők száma |
| ----------------- | ---------------------------------- | ---------------------- | ---------- | -------- | ----------- |
| 1992. november 2. | Bingo Sport Park Stadion, Onomicsi | selejtező (B. csoport) | Katar–Kína | 1 – 2    | 4500        |

#### Olimpia
Az 1988. évi nyári olimpiai játékok labdarúgó tornáján a FIFA JB játékvezetői feladatokkal látta el.
| Időpont              | Helyszín              | Mérkőzés típusa        | Mérkőzés        | Eredmény | Nézők száma |
| -------------------- | --------------------- | ---------------------- | --------------- | -------- | ----------- |
| 1988. szeptember 19. | Városi Stadion, Daegu | selejtező (A. csoport) | Svédország–Kína | 2 – 0    | 17 000      |

## Sportvezetőként
Az aktív nemzetközi pályafutását befejezve a Szenegáli Labdarúgó-szövetség Játékvezető Bizottságának elnöke, az ACF, a FIFA Játékvezető Bizottságánál nemzetközi játékvezető koordinátor, ellenőr.

## Szakmai sikerek
1993-ban a nemzetközi játékvezetés hírnevének erősítése, hazájában 10 éve a legmagasabb Ligában (osztályban) folyamatosan tevékenykedő, eredményes pályafutása elismeréseként, a FIFA JB felterjesztésére az 1965-ben alapított International Referee Special Award címmel és oklevéllel tüntette ki.